# Сражение при Ассьетте
Сражение при Колле-дель-Ассьетта (ит. Battaglia dell'Assietta) произошло 19 июля 1747 года во время Войны за австрийское наследство в Альпах к западу от Турина.
Французы во время войны несколько раз пыталась вторгнуться в Пьемонт, но терпели неудачи. В 1747 году Людовик XV приказал решительное наступление на Пьемонт. Выделенные для этой цели 50 батальонов под командованием французского генерала Армана Фуке де Бель-Иль и испанского маркиза де лас Мина должны были атаковать как с юга, так и осадить Геную, а также продвигаться через Альпы в сторону Турина. Карл Эммануил III Савойский был вынужден направить силы для защиты всех перевалов в свою страну, в то время как французы могли сосредоточить свои силы и нуждались в атаке только одного горного перевала, чтобы войти на территорию Сардинского королевства.
После того, как наступление на юге не имело желаемого успеха, французы сместили свои усилия дальше на север и попытались продвинуться силами пехоты и кавалерии при поддержке артиллерии через Мон-Сени к Эксиллес и через высоты Ассьетта к Фенестрелле.
Карл Эммануил III предвидел этот французский шаг и приказал расширить пьемонтские позиции на 2500-метровой высоте Колле-дель-Ассьетта, которые были заняты в общей сложности 13 батальонами. Среди этих сил было также несколько швейцарских наемников и четыре батальона союзных австрийцев. Сардинские защитники построили на склоне многочисленные препятствия, редуты и частокол высотой восемнадцать футов.
Так как французские разведчики наблюдали за подготовительной работой пьемонтцев, французское командование приказало имеющимся здесь 32 батальонам немедленно атаковать. Атакующие войска были разделены на три колонны. С правой французской стороны (де Вильмюр) 14 батальонов должны были атаковать Гран-Серен, с левой стороны (Майи) 9 батальонов позиции у Риобакона, в середине (д'Арно) 8 батальонов - высоты Ассьетта.
Атака началась в 16:30 19 июля 1747 года. Было совершено четыре штурма подряд, один за другим, без перерыва. В пьемонтском отчете описывается, что французские генералы шли впереди, а за ними следовали их офицеры. Несмотря на отчаянные попытки французских солдат и личное проявление доблести их офицеров, все четыре атаки были отбиты сардинскими войсками с большими потерями в их рядах. Французский командующий шевалье де Бель-Иль был убит, когда поднимал французский флаг у сардинского редута, д'Арно также пал во время ожесточенных боев. Хотя французы потеряли своих командиров, они продолжали атаковать в колонных построениях, не заботясь о том, чтобы колонны имели достаточную поддержку в виде прикрытия огнем.
Ближе к вечеру фланговые колонны прекратили атаки, но центральная колонна продолжала пробиваться вверх по склону, всё время подвергаясь мушкетному огню из скрытых и защищенных сардинских укрытий. Живые перелезали через мертвых, пытаясь преодолеть частокол. Защитники обрушивали град пуль и, когда стал заканчиваться порох, камней на залитых кровью нападавших. После пяти часов тяжелых боев французы наконец отступили, отбитые подошедшими резервами.

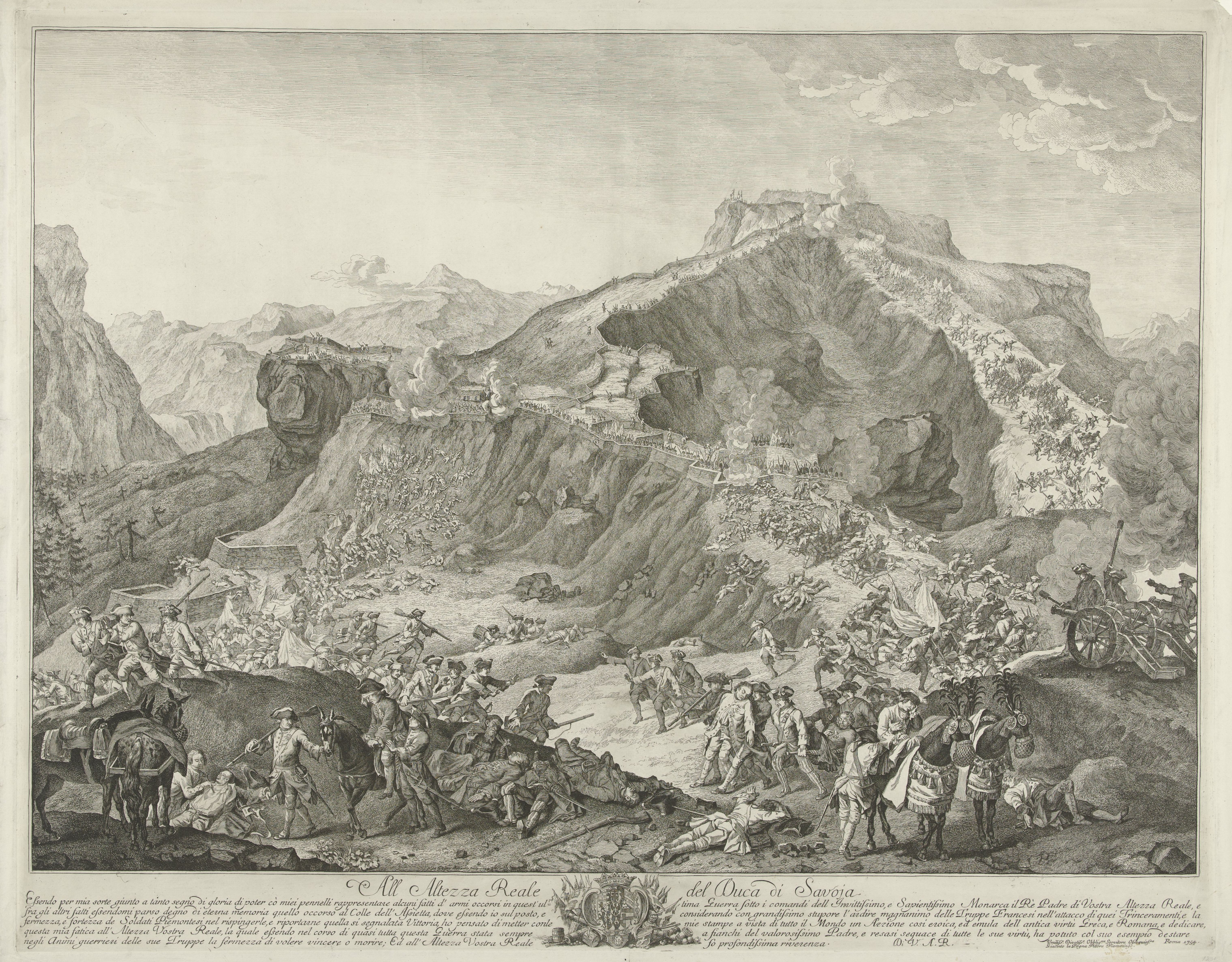
Сражение при Ассьетте.

Потери французов составили 6400 человек убитыми и ранеными, в том числе 400 офицеров, и в первый и единственный раз в войне большинство из них, 3700 человек, были убиты, в то время как только 299 сардинцев были убиты или ранены.
Разбитые французские войска отступили с поля боя. Это стало их последним сражением на итальянском фронте, поскольку после него они полностью ушли из Италии, хотя небольшие стычки на границе продолжались. В следующем году, по условиям договора Экс-ла-Шапель, Королевство Сардиния получило территории вокруг озера Маджоре и Тичино.